# Jedesheim
Jedesheim ist ein Gemeindeteil der Stadt Illertissen im Landkreis Neu-Ulm (Bayern).

## Geographie
Das Kirchdorf liegt im östlichen unteren Illertal etwa 2,5 km südlich von Illertissen auf einer Höhe von 519 m ü. NHN. Östlich steigt das Gelände allmählich zum Oberroggenburger Wald hin an. Zwei Kilometer westlich verläuft die Grenze zu Baden-Württemberg.

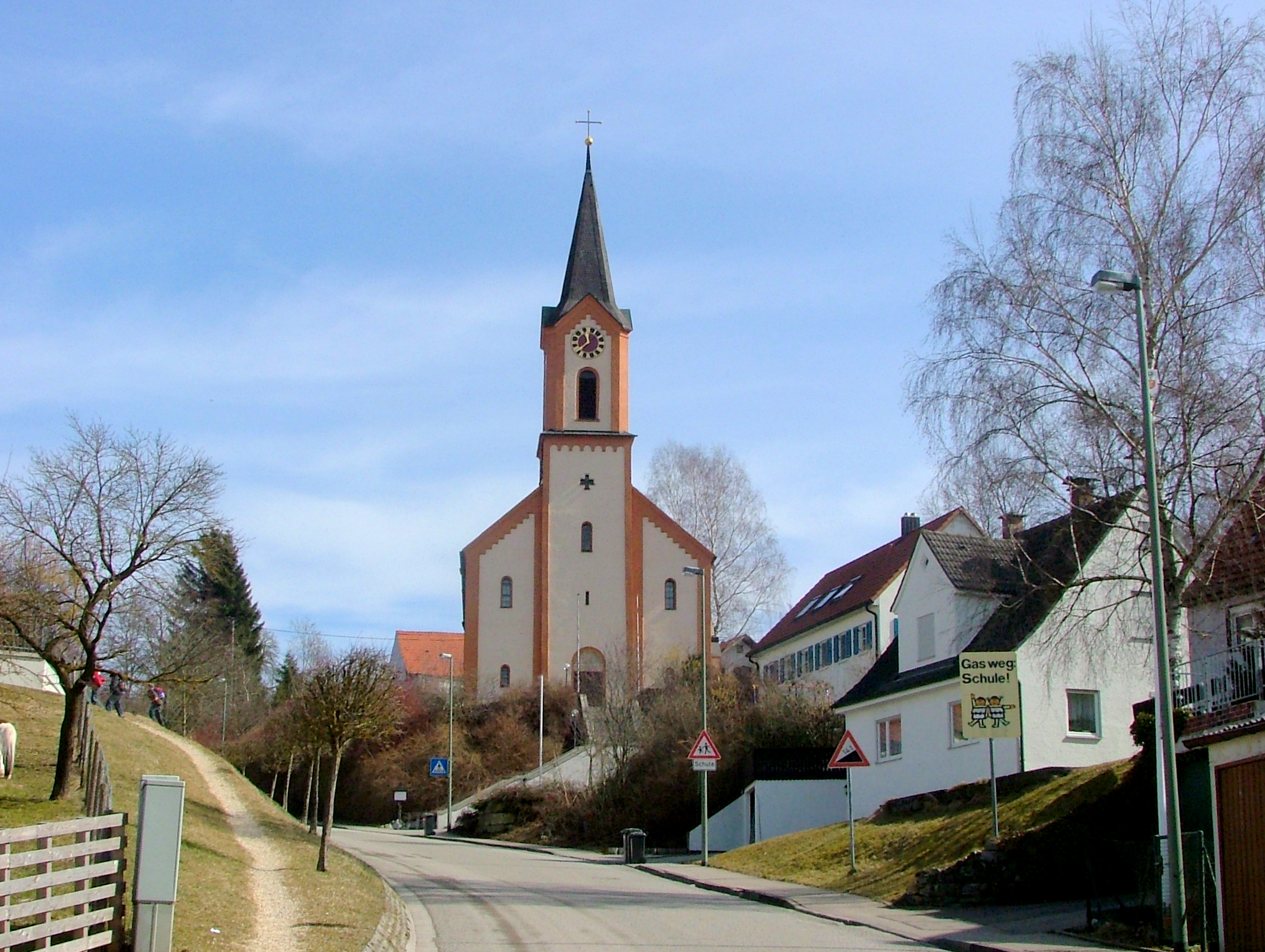
Kirche St. Meinrad

## Geschichte
Die Gegend war bereits im Mesolithikum von Menschen besiedelt, wie einzelne Lesefunde belegen. Etwa einen Kilometer südlich des Ortes befand sich eine Freilandstation, die mit Aktennummer D-7-7826-0030 als Bodendenkmal geschützt ist.
Erstmals urkundlich erwähnt ist Jedesheim im Jahr 1105 als Besitz des Herzogs Friedrich II. von Schwaben. Es gehörte zur Herrschaft von Tissen. Durch das Kloster Einsiedeln wurde 1220 die unabhängige Pfarrei Jedesheim St. Meinrad gegründet. Jedesheim wurde wie Illertissen über viele Jahrhunderte von der Herrschaft der Grafen von Kirchberg und von den Vöhlin aus Memmingen geprägt.
Die ehemals selbständige Gemeinde im aufgelösten Landkreis Illertissen mit den Gemeindeteilen Binsengraben und Ölmühle wurde am 1. Mai 1978 im Rahmen der Gebietsreform in Bayern in die Stadt Illertissen eingegliedert.

## Bevölkerungsentwicklung
Es handelt sich um Einwohnerzahlen nach dem jeweiligen Gebietsstand bis 1970 und ohne die heute zugehörigen Ortsteile. Die Bevölkerungszahl im Ort von 1987 wurde als Gemeindeteil der Stadt Illertissen angegeben. Die Zahlen sind Volkszählungsergebnisse mit Archivierungen des Bavarikon Internetportals des Freistaats Bayern.
| Jahr      | 1871 | 1925 | 1950 | 1970 | 1987 | 2023 |
| Einwohner | 623  | 684  | 1158 | 1072 | 1167 | 1981 |

## Wirtschaft und Verkehr
Jedesheim hat seinen überwiegend dörflichen Charakter bewahrt. Handwerksbetriebe und industrielle Ansiedlung bestimmen das Ortsbild mit. Im Nordwesten befindet sich ein Industriegebiet.
Etwa 100 m von östlichen Ortsrand entfernt führt die Autobahn A 7 vorbei. Sie ist über die etwa 2 km nördlich gelegene Auffahrt Illertissen (AS 124) zu erreichen. Parallel dazu läuft im Westen die Staatsstraße 2031. Gemeindestraßen führen dorthin sowie nach Herrenstetten im Süden und Unterroth im Osten.

## Kultur und Sehenswürdigkeiten
- Die katholische Pfarrkirche St. Meinrad wurde bereits im Mittelalter erbaut. Das Gebäude ist ein Saalbau mit eingezogenem Polygonalchor und Westturm. Ein Neubau der Kirche, nach Plänen vom Baumeister Georg von Stengel, erfolgte 1855.
- Das Bauernhaus in der Bayernstraße 11 wurde in der 1. Hälfte des 18. Jahrhunderts erbaut. Das Gebäude ist ein zweigeschossiger Mitterstallbau mit Satteldach und Fachwerkgiebel. Im 19. Und 20. Jahrhundert wurden Renovierungsarbeiten und Umbauten durchgeführt.
- Das katholische Pfarrhaus ist ein zweigeschossiger Walmdachbau mit Gurt- und Traufgesims und wurde 1787 erbaut.

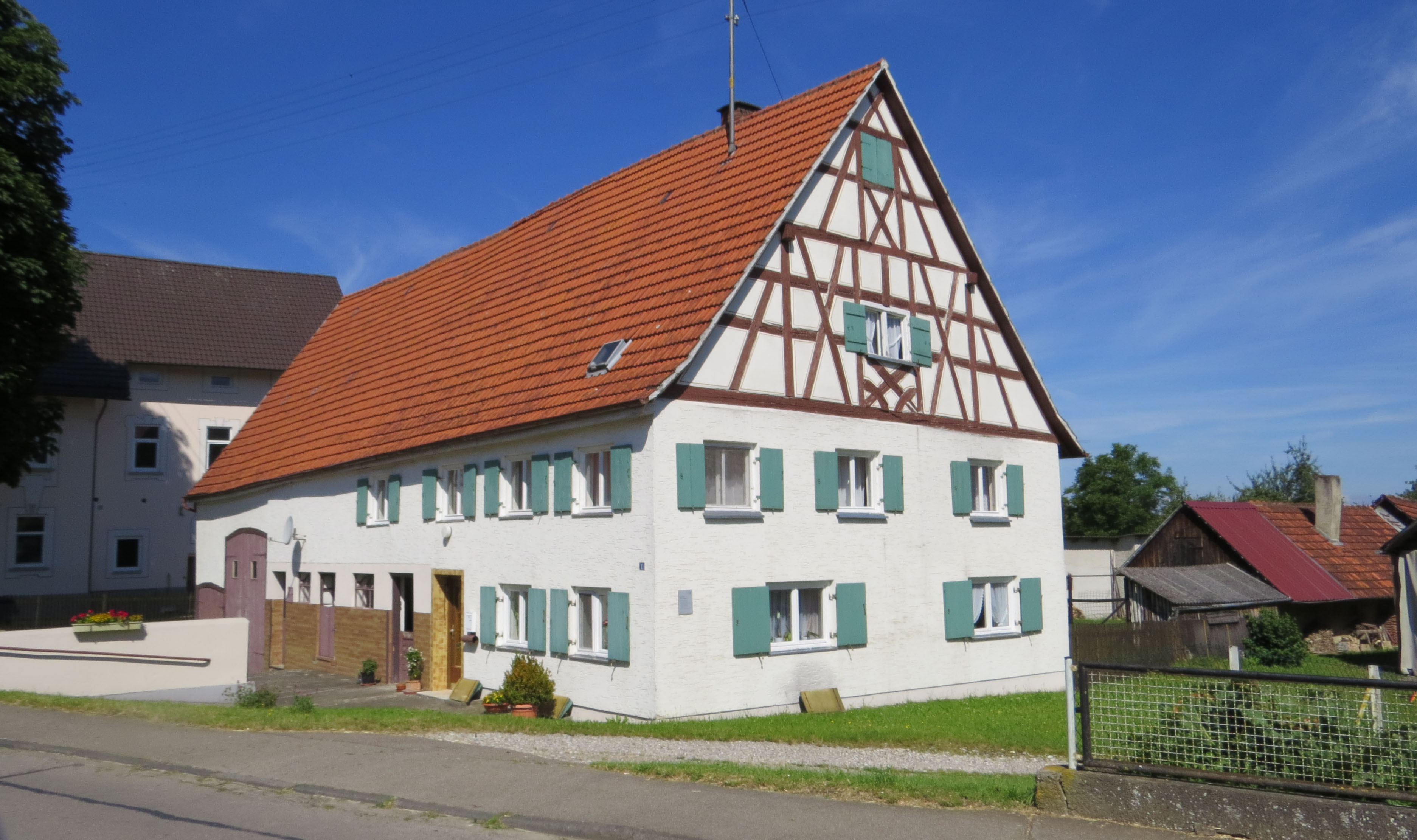
Bauernhaus aus dem 18. Jahrhundert
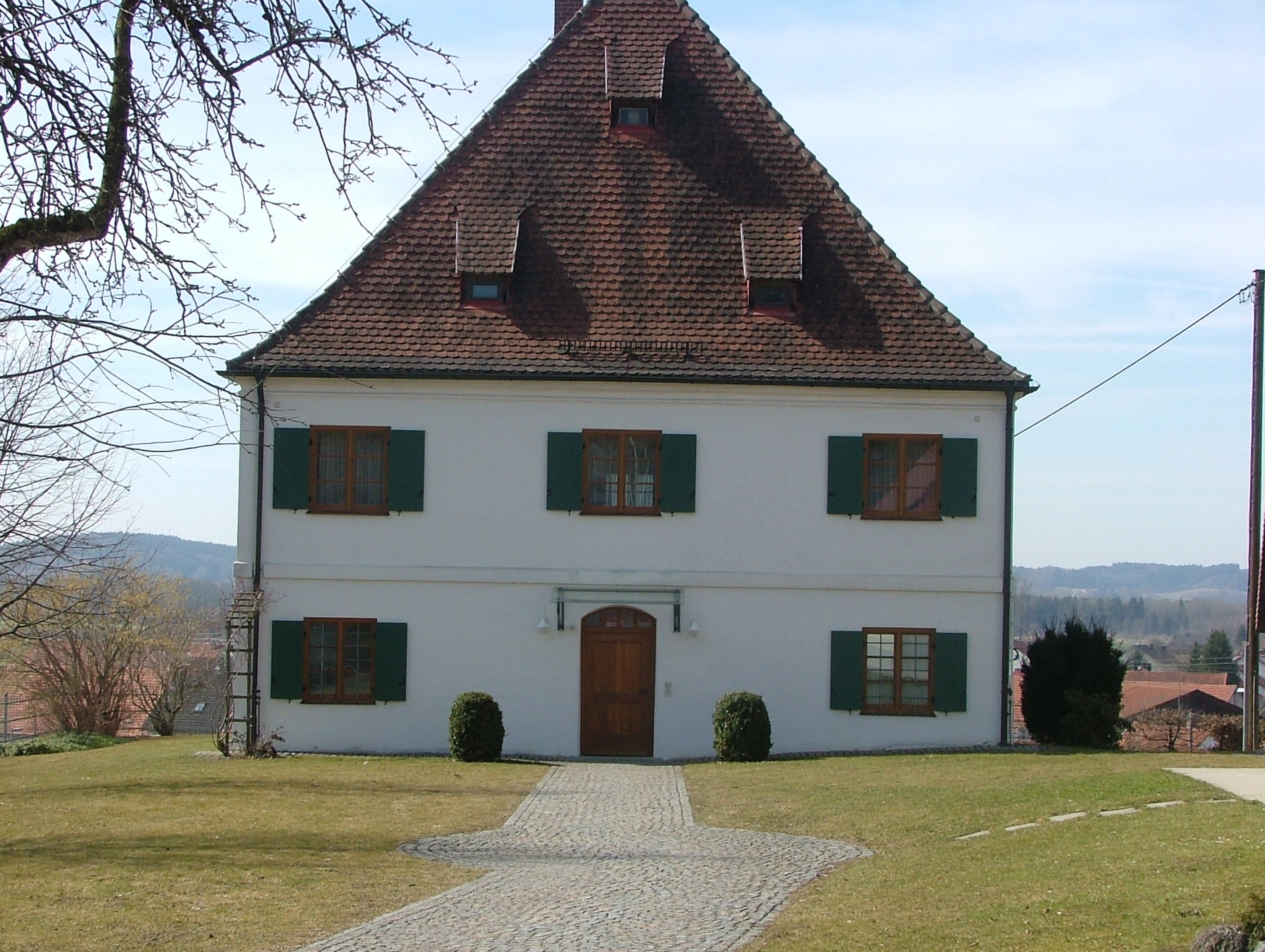
Katholisches Pfarrhaus

## Bildung
- Der Kindergarten „Haus Kunterbunt“, wurde 1994 neu gebaut. Die Einrichtung mit Ganztagesbetreuung betreut bis zu 40 Kinder ab 2,5 Jahren bis zum Schuleintritt.
- Im Ort befindet sich die Grundschule „Am Sonnenhang“ in der etwa 70 Schülerinnen und Schüler der Klassen 1 bis 4. unterrichtet werden.

## Sport- und Kulturvereine
- Bayrischer Bauernverband Jedesheim
- Freiwillige Feuerwehr Jedesheim
- Gesangverein Jedesheim e.V.
- Heimatverein Jedesheim e. V.
- Heimatverein Neuzedlisch e. V.
- Jagdgenossenschaft Jedesheim
- Jedesheimer Musikanten
- Katholischer Deutscher Frauenbund Jedesheim
- Katholische Landjugend Jedesheim
- Obst- und Gartenbauverein Jedesheim
- Schützenverein Jedesheim e.V.
- Spatzenchor Jedesheim
- Sportverein Jedesheim 1921 e.V.
- Vereinsring Jedesheim e.V.
- Veteranen- und Soldatenverein Jedesheim